# Den gråtande kamelen
Den gråtande kamelen (originaltitel: Die Geschichte vom weinenden Kamel) är en tysk dokumentärfilm från 2003 och som hade premiär i Sverige 2004. För manus och regi stod Luigi Falaroni och Bayambasuren Davaa.

## Handling
Filmen handlar om en nomadfamilj och deras kameler. De bor i Gobiöknen i Mongoliet. När ett vitt kamelföl föds stöts det bort av mamman. Familjen söker hjälp av en lokal musiker för att genomföra en så kallad Hoos-ritual. Den ska få kamelstoet att ta till sig fölet. Ett synligt tecken på att ritualen lyckas är att kamelstoet börjar gråta.

## Mottagande
Den gråtande kamelen fick övervägande bra recensioner, även om flera påpekade att det är en hårfin gräns mellan äkta dokumentärer och arrangerade bilder. "Som en Disneysaga – fast ännu bättre", skrev Annika Gustafsson i Sydsvenskan.

## Priser
Filmen nominerades till en Oscar för bästa dokumentär år 2005.